# Liste der Baudenkmäler in Sulzheim (Unterfranken)
Auf dieser Seite sind die Baudenkmäler in der unterfränkischen Gemeinde Sulzheim zusammengestellt. Diese Tabelle ist eine Teilliste der Liste der Baudenkmäler in Bayern. Grundlage ist die Bayerische Denkmalliste, die auf Basis des Bayerischen Denkmalschutzgesetzes vom 1. Oktober 1973 erstmals erstellt wurde und seither durch das Bayerische Landesamt für Denkmalpflege geführt wird. Die folgenden Angaben ersetzen nicht die rechtsverbindliche Auskunft der Denkmalschutzbehörde.
 Diese Liste gibt den Fortschreibungsstand vom 29. August 2024 wieder und enthält 58 Baudenkmäler.

## Baudenkmäler nach Gemeindeteilen

### Alitzheim
| Lage                                                                                 | Objekt                               | Beschreibung | Akten-Nr.     | Bild                          |
| ------------------------------------------------------------------------------------ | ------------------------------------ | --- | ------------- | ----------------------------- |
| Dorfplatz 1 (Standort)                                                               | Bildstock                            | Gefaster Vierkantschaft, viereckiger Aufsatz mit geschwungenen Spitzgiebelchen, Hochrelief der Kreuzigung mit Assistenzfiguren, bezeichnet „1581“                                                                        | D-6-78-183-28 | Bildstock                     |
| Dorfplatz 11 (Standort)                                                              | Bandelwerkstuckdecken                | Im Erdgeschoss vom Vorgängerbau, um 1730 | D-6-78-183-29 | BW                            |
| Dorfplatz 11 (Standort)                                                              | Hofpforte                            | Mit Nepomuk-Figur, um 1740 | D-6-78-183-29 | weitere Bilder                |
| Dorfplatz 12; Dorfplatz 14 (Standort)                                                | Katholische Kuratiekirche St. Martin | An der Stelle von Vorgängerbau der Merowingerzeit, Turm 15./16. Jahrhundert, Langhaus 18. Jahrhundert, moderner Anbau 1967–68; mit Ausstattung                                                                           | D-6-78-183-30 | weitere Bilder                |
| Dorfplatz 16; St.-Martin-Straße, südlich des Bahnhofs (Standort)                     | Bildstock                            | Sogenannter Martinsbildstock, Säulenbildstock mit Reliefdarstellung des heiligen Martin und der Pietà, eisernes Bekrönungskreuz, bezeichnet „1762“                                                                       | D-6-78-183-32 | weitere Bilder                |
| An der Südostspitze des Hahnwaldes (Standort)                                        | Tabernakelbildstock                  | Sockel mit Tabernakelaufsatz, in einer Nische Hochrelief der Pietà, Sandstein, erste Hälfte 19. Jahrhundert | D-6-78-183-36 | Tabernakelbildstock           |
| Höhe, südlich des Ortes, Flur An der Schwärz (Standort)                              | Bildstock                            | Auf viereckigem Sockel eine gewirtelte Säule mit Aufsatz, Relief der Vierzehn Heiligen und der Pietà, neugotisch, bezeichnet „1870“                                                                                      | D-6-78-183-35 | BW                            |
| Schramesäcker (Standort)                                                             | Bildstock                            | Säule mit Weinranken, viereckiger Aufsatz mit gekreuztem Satteldach, Nische mit Kreuzigung, Wappendarstellungen von Peter Philipp von Dernbach in Personalunion Fürstbischof von Bamberg und Würzburg, bezeichnet „1682“ | D-6-78-183-31 | Bildstock                     |
| Schweinfurter Weg 10 (Standort)                                                      | Bildstock                            | Vierkantschaft auf niedrigem Tischsockel, viereckiger Aufsatz mit Kreuzigung, Pietà und Heiliger Eucharius, bezeichnet „1752“                                                                                            | D-6-78-183-34 | BW                            |
| St.-Martin-Straße 6 (Standort)                                                       | Ehemaliges Gasthaus                  | Zweigeschossiger Fachwerkbau mit Walmdach, Mitte 18. Jahrhundert | D-6-78-183-55 | weitere Bilder                |
| Zur Weißen Marter; an der Straße nach Sulzheim, Flurabteilung Marteräcker (Standort) | Altarbildstock mit Immaculata        | 18. Jahrhundert | D-6-78-183-37 | Altarbildstock mit Immaculata |

### Mönchstockheim
| Lage                                                                             | Objekt                                     | Beschreibung | Akten-Nr.     | Bild           |
| -------------------------------------------------------------------------------- | ------------------------------------------ | --- | ------------- | -------------- |
| An Abzweigung Am Sportplatz (Standort)                                           | Altarbildstock                             | Nische mit Pietà, bekrönt von heiligem Sebastian, bezeichnet „1772“                                                                            | D-6-78-183-59 | Altarbildstock |
| Am Sportplatz 30 (Standort)                                                      | Bildstock                                  | Mit Pietà und Christus im Ölberg, neugotisch, bezeichnet „1872“                                                                                | D-6-78-183-43 | weitere Bilder |
| Seestraße/Raiffeisenstraße, Straße nach Donnersdorf (Standort)                   | Bildstock                                  | Vierkantschaft auf Tischsockel, Aufsatz mit Heiliger Dreifaltigkeit und Vierzehn Nothelfern, neugotisch, 19. Jahrhundert                       | D-6-78-183-46 | Bildstock      |
| Kirchplatz 2 (Standort)                                                          | Katholische Filialkirche Mariä Himmelfahrt | Chorturmkirche, spätes 16. Jahrhundert, 1738 erweitert; mit Ausstattung                                                                        | D-6-78-183-38 | weitere Bilder |
| Kirchplatz 2, bei der Kirche (Standort)                                          | Bildstock                                  | Mit Kreuzigung und Heiliger Dreifaltigkeit, 1751                                                                                               | D-6-78-183-38 | weitere Bilder |
| Kirchplatz 3 (Standort)                                                          | Fußgängerpforte                            | Mit Kugelaufsatz, Sandstein, 1733 | D-6-78-183-39 | weitere Bilder |
| Kirchplatz 11 (Standort)                                                         | Alte Schule                                | Zweigeschossiger Flachsatteldachbau mit Rundbogenfenstern im Obergeschoss, bezeichnet „1821“                                                   | D-6-78-183-40 | weitere Bilder |
| Raiffeisenstraße; Straße nach Gerolzhofen (Standort)                             | Bildstock                                  | Auf Rundsäule ein rundbogiger Aufsatz mit Hochrelief der Kreuzigung Christi, rückseitige Inschrift, bezeichnet „1694“                          | D-6-78-183-47 | weitere Bilder |
| Schindäckerpoint; Straße nach Gerolzhofen (Standort)                             | Marienkapelle                              | Kleiner Satteldachbau mit polygonalem Chorabschluss, 19. Jahrhundert                                                                           | D-6-78-183-49 | weitere Bilder |
| Schindäckerpoint, an der Straße nach Gerolzhofen, bei der Feldkapelle (Standort) | Bildstock                                  | Mit großem rundbogigem Aufsatz und Bekrönungskreuz, Darstellung der Kreuzigung mit Assistenzfiguren und des Kreuzschleppers, bezeichnet „1698“ | D-6-78-183-48 | weitere Bilder |
| Seestraße (Standort)                                                             | Mariensäule                                | Neugotisch, 1861 von M. Hauck | D-6-78-183-41 | weitere Bilder |
| Staatsstraße 2275, Straße nach Donnersdorf (Standort)                            | Kreuz                                      | Sogenanntes Heimkehrerkreuz, 1872, Sockel 1928                                                                                                 | D-6-78-183-44 | Kreuz          |
| Vögnitzer Straße 8 (Standort)                                                    | Friedhofskreuz                             | Mit Beweinungsgruppe, Sandstein, bezeichnet „1737“                                                                                             | D-6-78-183-42 | weitere Bilder |

### Sulzheim
| Lage                                                                                     | Objekt                                            | Beschreibung | Akten-Nr.     | Bild                                           |
| ---------------------------------------------------------------------------------------- | ------------------------------------------------- | --- | ------------- | ---------------------------------------------- |
| Alte Wingerte; Feldwegkreuzung, nordöstlich des Ortes (Standort)                         | Tabernakelbildstock                               | Mit Dreifaltigkeit, neugotisch, 1859 | D-6-78-183-18 | BW                                             |
| im Dorf ()                                                                               | Bildstock                                         | Wohl um 1900 nicht nachqualifiziert, im Bayerischen Denkmal-Atlas nicht kartiert                                                                             | D-6-78-183-13 |                                                |
| Brunnenwasen; beim Friedhof (Standort)                                                   | Bildstock                                         | Kleiner Aufsatz auf gefastem Vierkantschaft, Relief der Pietà und des heiligen Wendelin, bezeichnet „1767“                                                   | D-6-78-183-14 | Bildstock                                      |
| Brunnenwasen 1, Weg zum Friedhof (Standort)                                              | Mariensäule                                       | Auf Tischsockel eine Säule mit Volutenkapitell, Immaculata, bezeichnet „1738“                                                                                | D-6-78-183-21 | Mariensäule                                    |
| Friedhofstraße 2 (Standort)                                                              | Fußgängerpforte                                   | Um 1760 | D-6-78-183-1  | Fußgängerpforte                                |
| Heckenweg 8 (Standort)                                                                   | Ehemalige Apotheke                                | Zweigeschossiger giebelständiger Walmdachbau, 1748 | D-6-78-183-3  | weitere Bilder                                 |
| Heckenweg 8 (Standort)                                                                   | Hoftor                                            | Mit Pforte | D-6-78-183-3  | Hoftor                                         |
| Herrnäcker; Feldweg, nördlich des Ortes (Standort)                                       | Kruzifix                                          | 1900–01 | D-6-78-183-17 | weitere Bilder                                 |
| Holzspitze, an der Hollergrube (Standort)                                                | Bildstock                                         | Vierkantschaft mit gefasten Kanten, Aufsatz mit Kreuzigung, 15./16. Jahrhundert                                                                              | D-6-78-183-15 | weitere Bilder                                 |
| Straße nach Grettstadt an der Holzspitze bei den Drei Eichen (Standort)                  | Bildstock                                         | Mit Kreuzigung, spätgotisch, um 1600 | D-6-78-183-26 | Bildstock                                      |
| Lange Länge; Straße nach Grettstadt (Standort)                                           | Bildstock, so genannte Ringermarter               | Aufsatz mit pyramidenartigem Abschluss, Bildnische mit Relief der Madonna mit Kind, wohl um 1900                                                             | D-6-78-183-24 | weitere Bilder                                 |
| Mühlstraße 1 (Standort)                                                                  | Ehemalige Mühle                                   | Am Hang erbauter zweigeschossiger Satteldachbau, Massiv und verputzt, um 1840, ehem. Mühlenraum im Kern wohl 17. Jhd.                                        | D-6-78-183-66 | BW                                             |
| Oberspiesheimer Weg; Im Grund gegenüber dem Sportplatz (Standort)                        | Bildstock                                         | Vierkantschaft mit Aufsatz, Darstellung der Kreuzigung Christi, spätgotisch, um 1600                                                                         | D-6-78-183-20 | Bildstock                                      |
| Oberspiesheimer Weg; am Spießheimer Weg Bei der dicken Ev nähe Bahndamm (Standort)       | Bildstockpfeiler, sogenannte Dicke Ev             | 1542 | D-6-78-183-23 | Bildstockpfeiler, sogenannte Dicke Ev          |
| Otto-Drescher-Straße (Standort)                                                          | Wegkreuz                                          | Kruzifix auf Tischsockel mit Kartusche, bezeichnet „1745“ | D-6-78-183-4  | Wegkreuz                                       |
| Otto-Drescher-Straße 14 (Standort)                                                       | Gasthaus Zum Adler                                | Zweigeschossiges traufständiges Walmdachhaus mit Eckpilastern, Portal bezeichnet „1753“                                                                      | D-6-78-183-5  | Gasthaus Zum Adler                             |
| Otto-Drescher-Straße 14 (Standort)                                                       | Gasthaus Zum Adler, Wirtshausschild               | | D-6-78-183-5  | Gasthaus Zum Adler, Wirtshausschild            |
| Otto-Drescher-Straße 25; Straße nach Donnersdorf, vor Firma Heidelberger Gips (Standort) | Säulenbildstock                                   | Mit Pietà, Rokoko, bezeichnet „1752“ | D-6-78-183-19 | weitere Bilder                                 |
| Roßgrabenfeld; Straße nach Grettstadt nahe der Bahntrasse (Standort)                     | Tabernakelbildstock                               | Mit Marienkrönung, neuromanisch, Ende 19. Jahrhundert | D-6-78-183-25 | weitere Bilder                                 |
| Schulstraße 2 (Standort)                                                                 | Bildstock                                         | Mit Kreuzschlepper und Schmerzensmutter, 1762 | D-6-78-183-6  | weitere Bilder                                 |
| Sedläcker (Standort)                                                                     | Friedhof                                          | | D-6-78-183-2  | Friedhof                                       |
| Sedläcker (Standort)                                                                     | Friedhofskreuz                                    | 19. Jahrhundert | D-6-78-183-2  | weitere Bilder                                 |
| Sedläcker (Standort)                                                                     | Kreuzwegstationen                                 | Grabmäler mit tabernakelartigem Aufsatz aus Sandstein, neugotisch, um 1900                                                                                   | D-6-78-183-2  | Kreuzwegstationen                              |
| Seelwiesen; in einem Hain, südlich des Ortes (Standort)                                  | Ehemaliges Friedhofskreuz des alten Friedhofes    | Sandsteinkruzifix, 1868 | D-6-78-183-22 | Ehemaliges Friedhofskreuz des alten Friedhofes |
| Seelwiesen; Ortsausgang nach Alitzheim (Standort)                                        | Altarbildstock                                    | Mit Relief der Kreuzigung Christi und heiligem Andreas, Rokoko, bezeichnet „1749“                                                                            | D-6-78-183-16 | Altarbildstock                                 |
| Wilhelm-Behr-Straße 17 (Standort)                                                        | Relief Marienkrönung                              | Bezeichnet „1798“ | D-6-78-183-7  | weitere Bilder                                 |
| Wilhelm-Behr-Straße 19 (Standort)                                                        | Kreuzigungsgruppe                                 | Sandstein, 1749 | D-6-78-183-56 | Kreuzigungsgruppe                              |
| Wilhelm-Behr-Straße 20 (Standort)                                                        | Hoftor                                            | Mit Fußgängerpforte, Vasenaufsätze und Marienfigur, Sandstein, 1863                                                                                          | D-6-78-183-8  | weitere Bilder                                 |
| Wilhelm-Behr-Straße 21 (Standort)                                                        | Katholische Pfarrkirche St. Ägidius               | Hallenkirche mit eingezogenem Chor, Chor und Fassade 1717–22, Turm und Langhaus 1932; mit Ausstattung                                                        | D-6-78-183-9  | weitere Bilder                                 |
| Wilhelm-Behr-Straße 25 (Standort)                                                        | Hoftor                                            | Mit Fußgängerpforte, Kugelaufsätze, bezeichnet „1804“ | D-6-78-183-10 | weitere Bilder                                 |
| Wilhelm-Behr-Straße 26 ()                                                                | Bauernhaus                                        | Eingeschossiger giebelständiger Bruchsteinbau mit Satteldach, um 1800 Hofpforte, um 1765 nicht nachqualifiziert, im Bayerischen Denkmal-Atlas nicht kartiert | D-6-78-183-64 |                                                |
| Wilhelm-Behr-Straße 27 (Standort)                                                        | Fenstersturz                                      | Mit Kartusche des ehemaligen örtlichen Gerichtshauses, Sandstein, bezeichnet „1794“                                                                          | D-6-78-183-11 | weitere Bilder                                 |
| Wilhelm-Behr-Straße 34 (Standort)                                                        | Schloss Sulzheim, ehemaliges Ebracher Amtsschloss | Anlage aus gestrecktem Hauptflügel mit Mittelpavillon und seitlichen Querflügeln, nach Plänen aus der Nachfolge von Joseph Greising, 1722–28                 | D-6-78-183-12 | weitere Bilder                                 |
| Wilhelm-Behr-Straße 34 (Standort)                                                        | Schloss Sulzheim, Gartenhof                       | Mit eingeschossigen Flügeln und Pavillons | D-6-78-183-12 | weitere Bilder                                 |
| Wilhelm-Behr-Straße 34 (Standort)                                                        | Schloss Sulzheim, Ökonomiegebäude                 | Mit Walmdach | D-6-78-183-12 | weitere Bilder                                 |
| Wilhelm-Behr-Straße 34 (Standort)                                                        | Schloss Sulzheim, Pferdestall                     | Bezeichnet „1673“ und „1694“ | D-6-78-183-12 | BW                                             |
| Wilhelm-Behr-Straße 34 (Standort)                                                        | Schloss Sulzheim, Schlosspark                     | | D-6-78-183-12 | weitere Bilder                                 |
| Zehntstraße 19 (Standort)                                                                | Ehemalige Zehntscheune                            | Bezeichnet „1796“, mit Wohnteil | D-6-78-183-57 | weitere Bilder                                 |
| Zehntstraße 19 (Standort)                                                                | Ehemalige Zehntscheune, Inschriftentafel          | Bezeichnet „1676“ | D-6-78-183-57 | weitere Bilder                                 |

### Vögnitz
| Lage                                                        | Objekt                            | Beschreibung                                                                                            | Akten-Nr.     | Bild            |
| ----------------------------------------------------------- | --------------------------------- | --- | ------------- | --------------- |
| Eichstorrn, nördlicher Ortsausgang am Gänsewasen (Standort) | Säulenbildstock                   | Mit Kruzifix und Dreifaltigkeit, 1909                                                                   | D-6-78-183-58 | Säulenbildstock |
| Hauptstraße 4 (Standort)                                    | Katholische Filialkirche St. Anna | Kleiner Saalbau mit polygonalem Chorabschluss und Dachreiter, 18. Jahrhundert und 1806; mit Ausstattung | D-6-78-183-50 | weitere Bilder  |
| Hauptstraße 12 (Standort)                                   | Hoftor                            | Fußgängerpforte mit Sprenggiebel und Kugelaufsatz, 1777                                                 | D-6-78-183-52 | weitere Bilder  |
| Hauptstraße 12; neben der Kirche (Standort)                 | Pforte                            | Mit Kugelaufsätzen, Sandstein, bezeichnet „1732“                                                        | D-6-78-183-51 | Pforte          |
| Hauptstraße 15 (Standort)                                   | Säulenbildstock                   | Mit Marienkrönung und Seitenfiguren, rückseitige Inschrift, bezeichnet „1702“                           | D-6-78-183-53 | Säulenbildstock |
| Kreisstraße SW 53; an der Straße nach Bischwind (Standort)  | Bildstock                         | Mit Bildnische im Aufsatz, Darstellung von Christus im Ölberg, bezeichnet „1925“                        | D-6-78-183-54 | Bildstock       |